# 코리올라누스 스노우
코리올라누스 스노우는 헝거 게임에 등장하는 가상의 독재자이자 제 10대 헝거 게임의 멘토이다.